# Lijst van Oekraïense politieke partijen
Dit artikel geeft een overzicht van de politieke partijen in Oekraïne

## Partijen in deVerchovna Rada
| Partijen in de Verchovna Rada (2022) | Partijen in de Verchovna Rada (2022) | Partijen in de Verchovna Rada (2022) | Partijen in de Verchovna Rada (2022) | Partijen in de Verchovna Rada (2022) | Partijen in de Verchovna Rada (2022)                                                                       | Partijen in de Verchovna Rada (2022) |
| Logo | Partij                               | Oekraïens                            | Oprichting                           | Richting                             | Ideologie                                                                                                  | Zetels                               |
| --- | ------------------------------------ | ------------------------------------ | ------------------------------------ | ------------------------------------ | --- | ------------------------------------ |
| Logo Dienaar van het Volk | Dienaar van het Volk                 | Слуга народу                         | 2019                                 | Centrum                              | Centrisme Big tent Liberalisme Pro-Europeanisme                                                            | 240 / 450                            |
| Logo Platform voor Leven en Vrede | Platform voor Leven en Vrede(a)      | Платформа за життя та мир            | 2022                                 | Centrum                              | Centrisme Pro-Russisch Belangenbehartiging van Russische minderheid Regionalisme                           | 23 / 450                             |
| Logo "Vaderland" | Al-Oekraïense Unie "Vaderland"       | ВО «Батьківщина»                     | 1999                                 | Centrum tot Centrumrechts            | Liberaal conservatisme Centrisme Liberale democratie Sociaaldemocratie Christendemocratie Pro-Europeanisme | 24 / 450                             |
| Logo Europese Solidariteit | Europese Solidariteit                | Європейська солідарність             | 2000                                 | Centrumrechts                        | Christendemocratie Liberaal-conservatisme Pro-Europeanisme                                                 | 27 / 450                             |
| Logo Holos | Holos ("Stem")                       | Голос                                | 2019                                 | Centrum tot Centrumrechts            | Liberalisme Pro-Europeanisme                                                                               | 20 / 450                             |
| Logo Oppositieblok | Oppositieblok(b)                     | Опозиційний блок                     | 2019                                 | Centrum                              | Centrisme Pro-Russisch Belangenbehartiging van Russische minderheid Regionalisme                           | 6 / 450                              |
| Logo Svoboda | Svoboda                              | ВО «Свобода»                         | 1995                                 | Extreemrechts                        | Nationalisme Fascisme Economisch nationalisme Sociaal-conservatisme Rechts-populisme                       | 1 / 450                              |
| Logo Zelfredzaamheid | Zelfredzaamheid                      | Об'єднання «Самопоміч»               | 2012                                 | Centrumrechts                        | Christendemocratie Pro-Europeanisme                                                                        | 1 / 450                              |
| Logo Voor de Toekomst | Voor de Toekomst                     | За майбутнє                          | 2019                                 | Syncretische politiek                | Big tent Populisme Economisch nationalisme                                                                 | 21 / 450                             |
| | Dovira ("Vertrouwen")                | Довіра                               | 2019                                 | Syncretische politiek                | Regionalisme                                                                                               | 20 / 450                             |
| | Gerechtigheid(c)                     | ДО «Справедливість»                  | 2021                                 | Centrum tot Centrumrechts            | Liberalisme Pro-Europeanisme Anti-corruptie                                                                | 20 / 450                             |
| Team Andriy Baloha | Team Andriy Baloha                   | Команда Андрія Балоги                | 2008                                 | Centrum                              | Populisme Pro-Europeanisme                                                                                 | 1 / 450                              |
| Logo Samen voor Bila Tserkva | Samen voor Bila Tserkva              | Біла Церква разом                    | 2019                                 | Centrum                              | Liberalisme Regionalisme                                                                                   | 1 / 450                              |
| (a): (Gedeeltelijke) Voortzetting van Oppositieplatform - Voor het Leven (b): Activiteiten opgeschort sinds maart 2022 (c): Afsplitsing van Holos |                                      |                                      |                                      |                                      | |                                      |

## Andere partijen (selectie)
- Blok Volodymyr Saldo (2019-[2022])[2]
- Oekraïense Nationale Unie (2009-)
- Partij van Christensocialisten (2018-)
- Partij van Groenen van Oekraïne (1990-)
- Progressieve Socialistische Partij van Oekraïne (1996-[2022])[2]
- Rechtse Sector (2014-)
- Roech (Volksbeweging van Oekraïne) (1990-)[3]
- Sociaaldemocratische Partij van Oekraïne (Verenigd) (1990-)
- Socialistische Partij van Oekraïne (1991-[2022])[2]

## Regionale partijen (selectie)
- Oekraïense Democratische Alliantie voor Hervormingen (2010-)
- Oekraïense Galicische Partij (2014-)

## Historische partijen (selectie)
- Blok Joelia Tymosjenko (2001-2012)
- Communistische Partij (bolsjewieken) van Oekraïne (1918-1991)[4]
- Communistische Partij van Oekraïne (1993-2015)[5]
- Oekraïense Sociaaldemocratische Arbeiderspartij (1905-1950)[6]
- Ons Oekraïne (2001-2012)
- Partij van de Regio's (1997-2014)